# Jonquières (Tarn)
Jonquières – miejscowość i gmina we Francji, w regionie Oksytania, w departamencie Tarn.
Według danych na rok 1990 gminę zamieszkiwało 450 osób, a gęstość zaludnienia wynosiła 37 osób/km² (wśród 3020 gmin regionu Midi-Pireneje Jonquières plasuje się na 629. miejscu pod względem liczby ludności, natomiast pod względem powierzchni na miejscu 941.).